# Bull Nakano
Keiko Nakano (Kawaguchi, 8 gennaio 1968) è un'ex wrestler giapponese, meglio conosciuta con il ring name Bull Nakano.

## Carriera
La Nakano inizia nella All Japan Women's Pro-Wrestling all'età di 15 anni, nel 1983. Dopo aver vinto l'AJW Junior Championship all'età di 16 anni cambia il proprio ring name in Bull Nakano, che manterrà per tutta la carriera. Entra a far parte della stable heel Gokuaku Domei, capitanata da Dump Matsumoto e che include altre atlete heel come Condor Saito e Crane Yu, opposte al tag team face delle Crush Gals. Rimane nella compagnia fino al 1992, vincendo numerosi titoli che detiene anche per anni interi.
Dal 1992 al 1996 combatte in WWF, WCW e CMLL, federazioni rispettivamente statunitensi e messicana, ottenendo anche qui un grande successo; memorabili sono in particolare i suoi match contro Alundra Blayze contro la quale vince il titolo WWE Women's Championship. Per un breve periodo, in WWE ricostituisce anche il tag team con Dump Matsumoto, ribattezzato Devils of Japan. La carriera nella federazione di Vince McMahon viene tuttavia macchiata dal licenziamento per possesso di cocaina.
Sebbene ritiratasi nel 1997, nel 2001 prende parte ad alcuni match. Nel 2012 si ritira ufficialmente.
Dal 1998 si dedica al golf professionistico.
Nel 2024 viene introdotta dalla storica rivale Alundra Blayze nella WWE Hall of Fame.

## Personaggio

### Mosse finali
- Diving guillotine leg drop
- Bull's Poseidon (Back-to-belly piledriver)

### Manager
- Luna Vachon
- Sonny Onoo

## Titoli e riconoscimenti
- All Japan Women's Pro-Wrestling
  - WWWA World Tag Team Championship (3) – con Dump Matsumoto (1), Condor Saito (1) e Grizzly Iwamoto (1)
  - AJW Championship (1)
  - AJW Junior Championship (1)
  - All Pacific Championship (1)
  - WWWA World Heavyweight Championship (1)
  - Japan Grand Prix (1988)
  - Tag League the Best (1985) – con Dump Matsumoto
  - AJW Hall of Fame (1998)

- Consejo Mundial de Lucha Libre
  - CMLL World Women's Championship (1)

- Wrestling Observer Newsletter
  - Wrestling Observer Newsletter Hall of Fame (classe del 2001)

- World Wrestling Federation/Entertainment
  - WWF Women's Championship (1)
  - WWE Hall of Fame (classe del 2024)[1]
  - Slammy Award (1)
    - Most Devastating (edizione 1994)